# 角田駅
角田駅（かくだえき）は、宮城県角田市角田字流にある阿武隈急行線の駅である。キャッチフレーズは、「梅花の里」。

## 歴史
- 1968年（昭和43年）4月1日：国鉄の旅客駅として開業、旅客のみ取扱[1]。ホームは単式1面1線。
- 1986年（昭和61年）7月1日：阿武隈急行に転換[1]。交換設備及び2番線ホーム設置。
- 1996年（平成8年）7月：駅ホーム跨線橋完成。
- 1998年（平成10年）4月：現駅舎「オークプラザ」の供用を開始[2]。
- 2002年（平成14年）：東北の駅百選に選定される。

## 駅構造

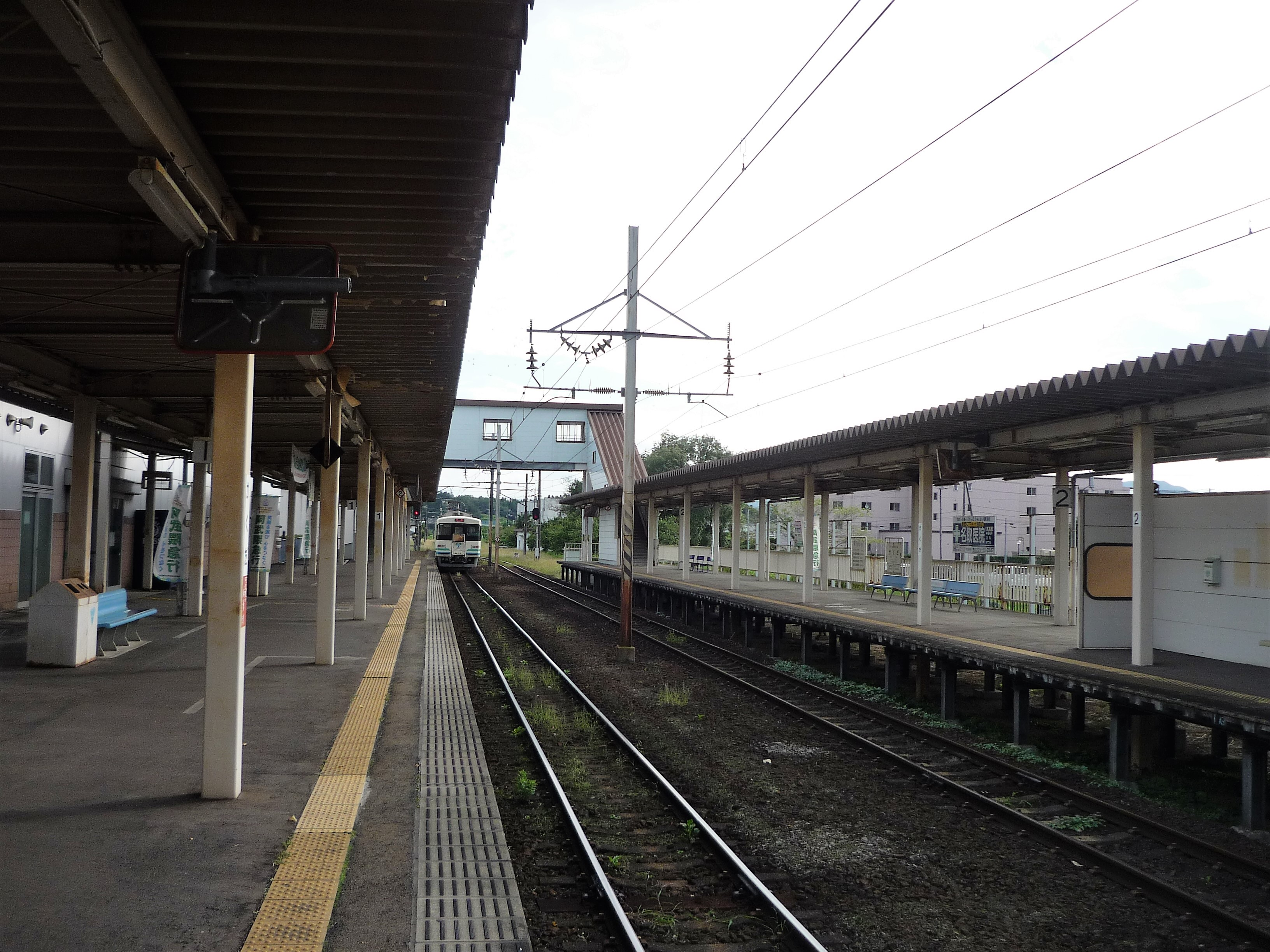
ホーム（2018年9月）

相対式ホーム2面2線の地上駅で、2つのホームは跨線橋で結ばれている。
開業当初は丸森駅と同形の鉄筋コンクリート平屋駅舎だったが、1998年に2階建ての現駅舎に建て替えられている。これは、角田市による「角田駅周辺整備事業」に伴う中核施設として整備されたもので、角田市の木であるカシから「オークプラザ」と命名された。駅舎内にはイベントホール、観光案内所、物産販売所を併設する。この駅舎の存在から、「宇宙に拓かれた町の、未来的フォルムの駅」として、角田駅は東北の駅百選に選定された。
社員配置駅。出札窓口・自動券売機2台設置。

### のりば
| 番線 | 路線          | 方向 | 行先           |
| ---- | ------------- | ---- | -------------- |
| 1・2 | ■阿武隈急行線 | 上り | 梁川・福島方面 |
| 1・2 | ■阿武隈急行線 | 下り | 槻木・仙台方面 |

- 2番線は一部の列車のみ使用する。

## 利用状況
近年の乗降人員は以下の通りである。なお、当駅は福島駅や槻木駅などの終着駅を除く阿武隈急行の中で利用者数が最も多く、1,000人以上の利用者数を記録している。
| 乗降人員推移 | 乗降人員推移     |
| 年度         | 一日平均乗降人員 |
| ------------ | ---------------- |
| 1990         | 1,757            |
| 1995         | 2,034            |
| 2000         | 1,746            |
| 2001         | 1,724            |
| 2002         |                  |
| 2003         |                  |
| 2004         |                  |
| 2005         |                  |
| 2006         |                  |
| 2007         |                  |
| 2008         |                  |
| 2009         |                  |
| 2010         |                  |
| 2011         | 1,285            |
| 2012         | 1,419            |
| 2013         | 1,234            |
| 2014         | 1,220            |
| 2015         | 1,465            |
| 2016         | 1,450            |
| 2017         | 1,465            |
| 2018         | 1,485            |

## 駅周辺
角田市の中心部に近いが、中心市街地からは西に約1キロメートル離れている。
- 角田市役所
- 角田郵便局
- 角田市スペースタワー・コスモハウス（台山公園内）
- 日立Astemo宮城事業所
- アルプスアルパイン角田工場
- 角田市立角田小学校
- 角田市立角田中学校
- 宮城県角田高等学校
- 国道113号
- ヨークベニマル 角田店

## 隣の駅
阿武隈急行
■阿武隈急行線
南角田駅 - 角田駅 - 横倉駅